# انتخابات ریاست‌جمهوری ایالات متحده آمریکا ۲۰۲۰ در لوئیزیانا
انتخابات ریاست جمهوری ۲۰۲۰ ایالات متحده در لوئیزیانا (به انگلیسی: 2020 United States presidential election in Louisiana) به عنوان بخشی از انتخابات ۲۰۲۰ ایالات متحده که همه ۵۰ ایالت به علاوه منطقه کلمبیا در آن شرکت کردند، در روز سه شنبه ۳ نوامبر ۲۰۲۰ برگزار شد. رأی دهندگان لوئیزیانا انتخاب کنندگان را برای نمایندگی از آنها در کالج انتخاباتی از طریق رأی عمومی انتخاب کردند، نامزد حزب جمهوری خواه، رئیس‌جمهور دونالد ترامپ، و معاون مایک پنس معاون رئیس‌جمهور را در برابر نامزد حزب دموکرات، جو بایدن معاون رئیس‌جمهور سابق و نامزدی وی قرار دادند. همسر سناتور کالیفرنیا، کامالا هریس. لوئیزیانا هشت رأی انتخاباتی در کالج انتخاباتی دارد.
ترامپ در روز انتخابات ۵۸٫۵٪ به ۳۹٫۹٪ لوئیزیانا را به دست آورد، که حاشیه ۱۸٫۶٪ بود، در حالی که ۱۹٫۴٪ در سال ۲۰۱۶ بود. بر اساس نظرسنجی‌های انجام شده توسط آسوشیتدپرس، قدرت وی در لوئیزیانا ناشی از سفیدپوستها، مسیحیان انجیلی و همچنین کاتولیک‌های محافظه کار روم بود که جمعیت بالایی در لوئیزیانا دارند، که با ۹۱٪ آرا از ترامپ حمایت کردند. در مورد مسئله سقط جنین، ۵۷٪ از رای‌دهندگان معتقد بودند که سقط جنین باید در اکثر موارد یا در همه موارد غیرقانونی باشد. همان‌طور که در اکثر ایالتهای جنوبی وجود دارد، در رأی دادن به این انتخابات اختلاف نژادی شدیدی وجود داشت: سفیدپوست‌ها ۷۷٪ -۲۲٪ ترامپ و آفریقایی-آمریکایی ۸۸٪ -۱۰٪ از بایدن حمایت کردند.